# Приозерний (Усть-Калманський район)
Приозе́рний (рос. Приозёрный) — селище у складі Усть-Калманського району Алтайського краю, Росія. Адміністративний центр Приозерної сільської ради.

## Населення
Населення — 390 осіб (2010; 497 у 2002).
Національний склад (станом на 2002 рік):
- росіяни — 96 %